# Loughborough FC
Loughborough FC is een Engelse voetbalclub uit Loughborough, Leicestershire. Thuiswedstrijden worden gespeeld in de Derby Road Sports Ground, dat plaats biedt aan 1000 toeschouwers. Het is niet dezelfde club als Loughborough FC, dat rond 1900 in de Football League speelde.

## Geschiedenis
Het originele Loughborough FC werd opgericht als Loughborough Town FC en sloot zich in 1891 aan bij de Midland League. Daar werd de club kampioen in 1895 en werd vervolgens verkozen tot de Football League. Goede resultaten werden er niet gehaald in de Football League Second Division en in 1900 werd de club laatste en kreeg 100 tegendoelpunten om de oren. Er werden slechts 8 punten gehaald, een triest League-record. Enkel Doncaster Rovers deed het even slecht in 1904/05, maar zij hadden wel een beter doelsaldo. Nadat de club uit de League werd gestemd, keer de club terug naar de Midland League, maar verdween kort daarna. 
Sindsdien zijn er nog twee Loughborough FC's gekomen. De eerste ontstond in 1988, toen Loughborough J.O.L. (voormalig Thorpe Acre Hallam FC) de clubnaam veranderde in Loughborough FC. De club speelde in de Central Midlands League en werd in 1990 opgeheven. 
In 2001 kwam de naam Loughborough FC opnieuw voor, toen Loughborough Athletic FC, met een historie die teruggaat tot 1894, de clubnaam veranderde in Loughborough FC. De club speelde in de Midland Football Combination, maar trok zich daar uit terug in de zomer van 2006 en zette een stap terug naar de North Leicestershire Football League. 